# Мірнс
Мірнс (нід. Mirns, фриз. Murns) — село в нідерландській провінції Фрисландія на узбережжі штучного прісного озера Ейсселмер. Входить до муніципалітету Фріске-Маррен.
Його площа становить 3,72 км², а населення станом на 2021 рік складало 105 осіб.

## Галерея

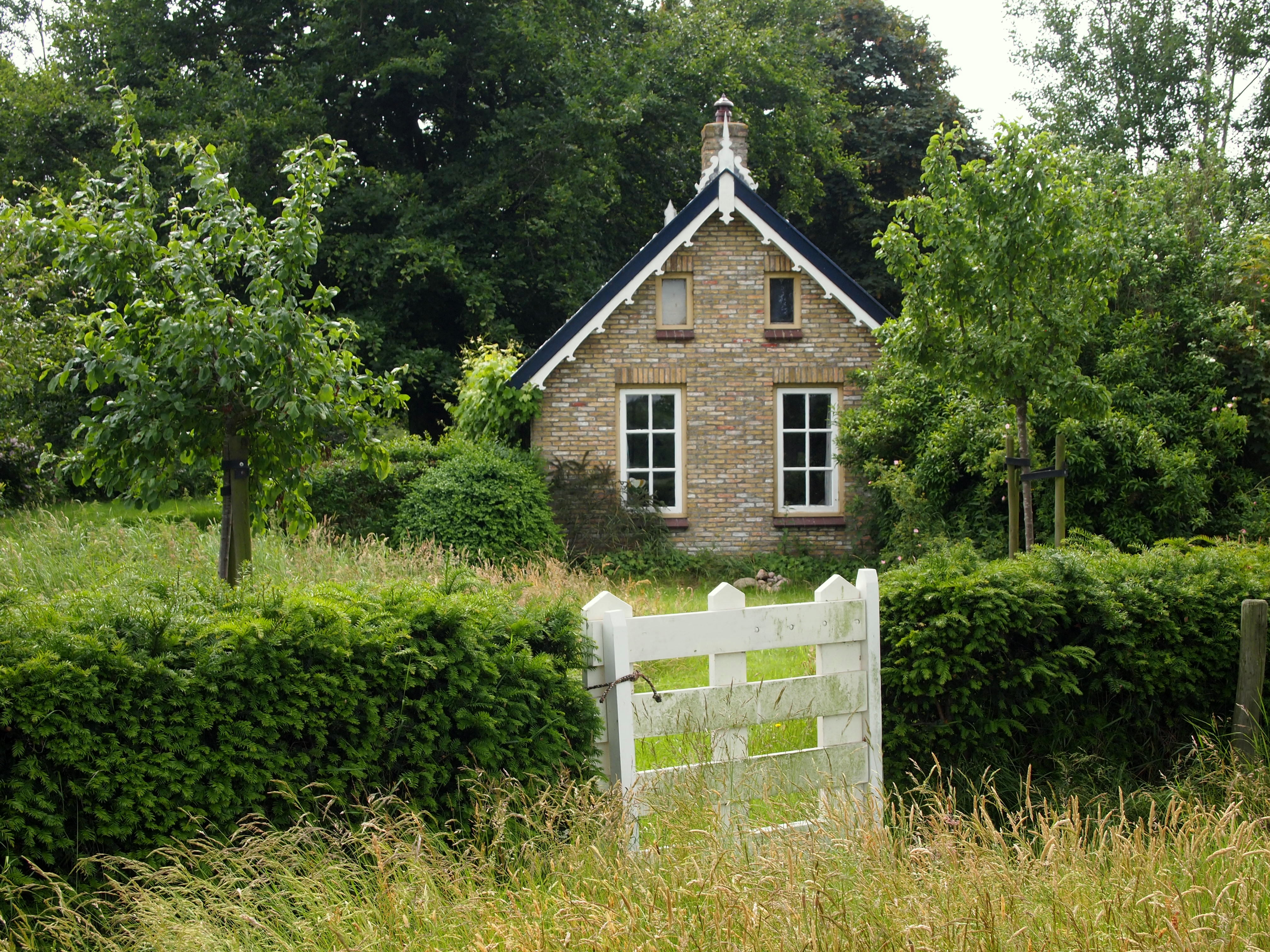
Будиночок у селі
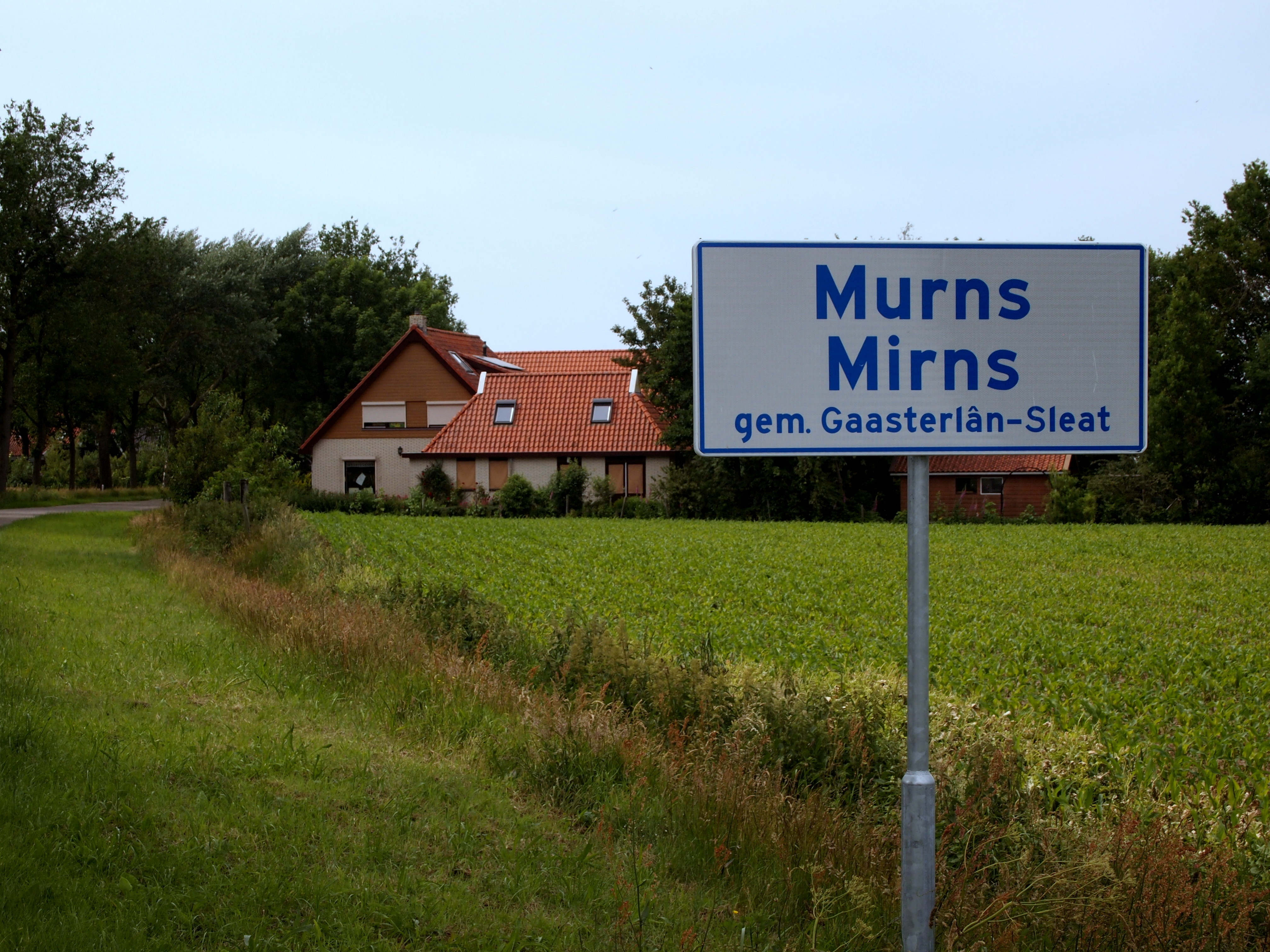
В'їзд до села
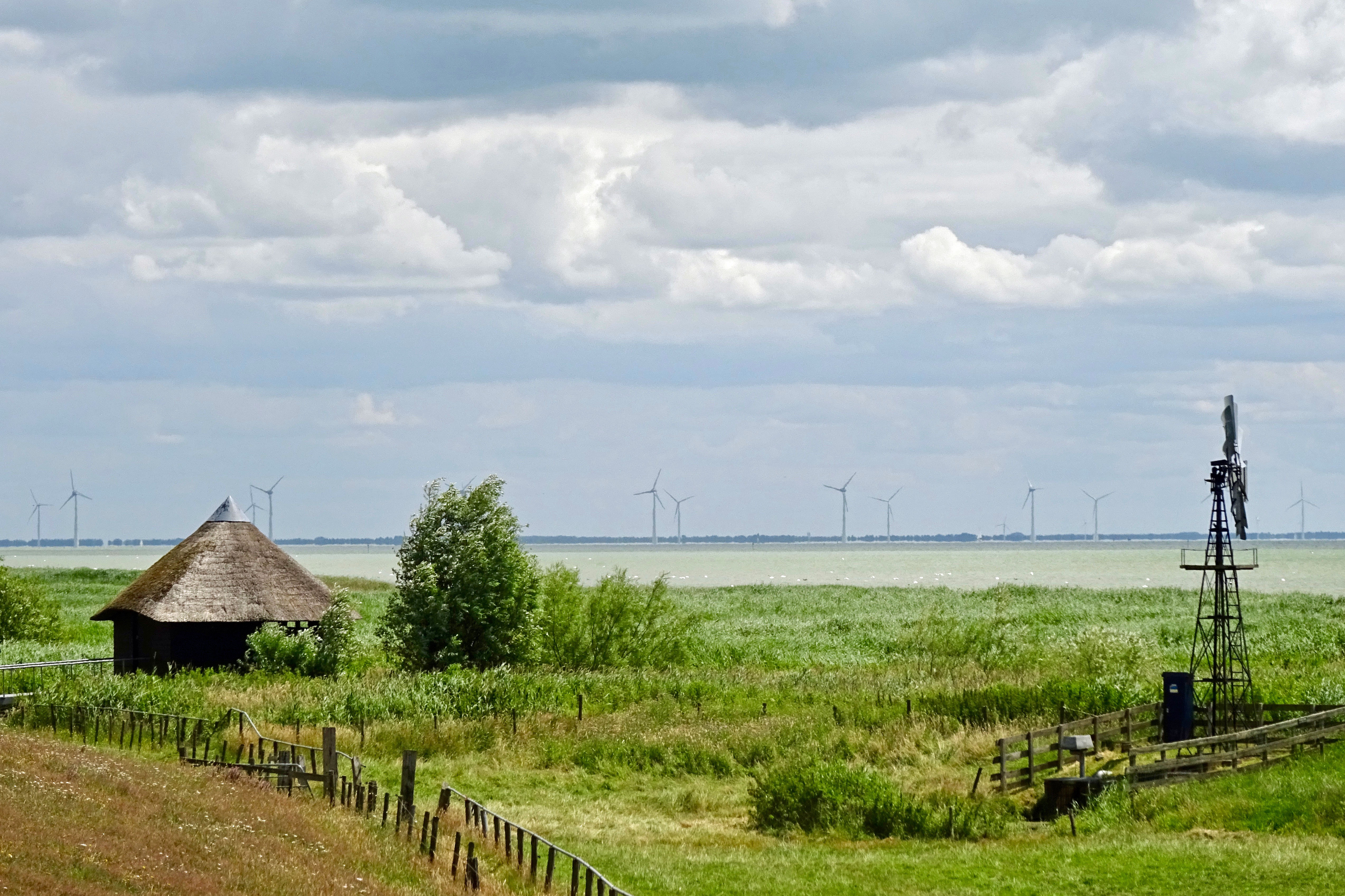
Панорама поблизу села
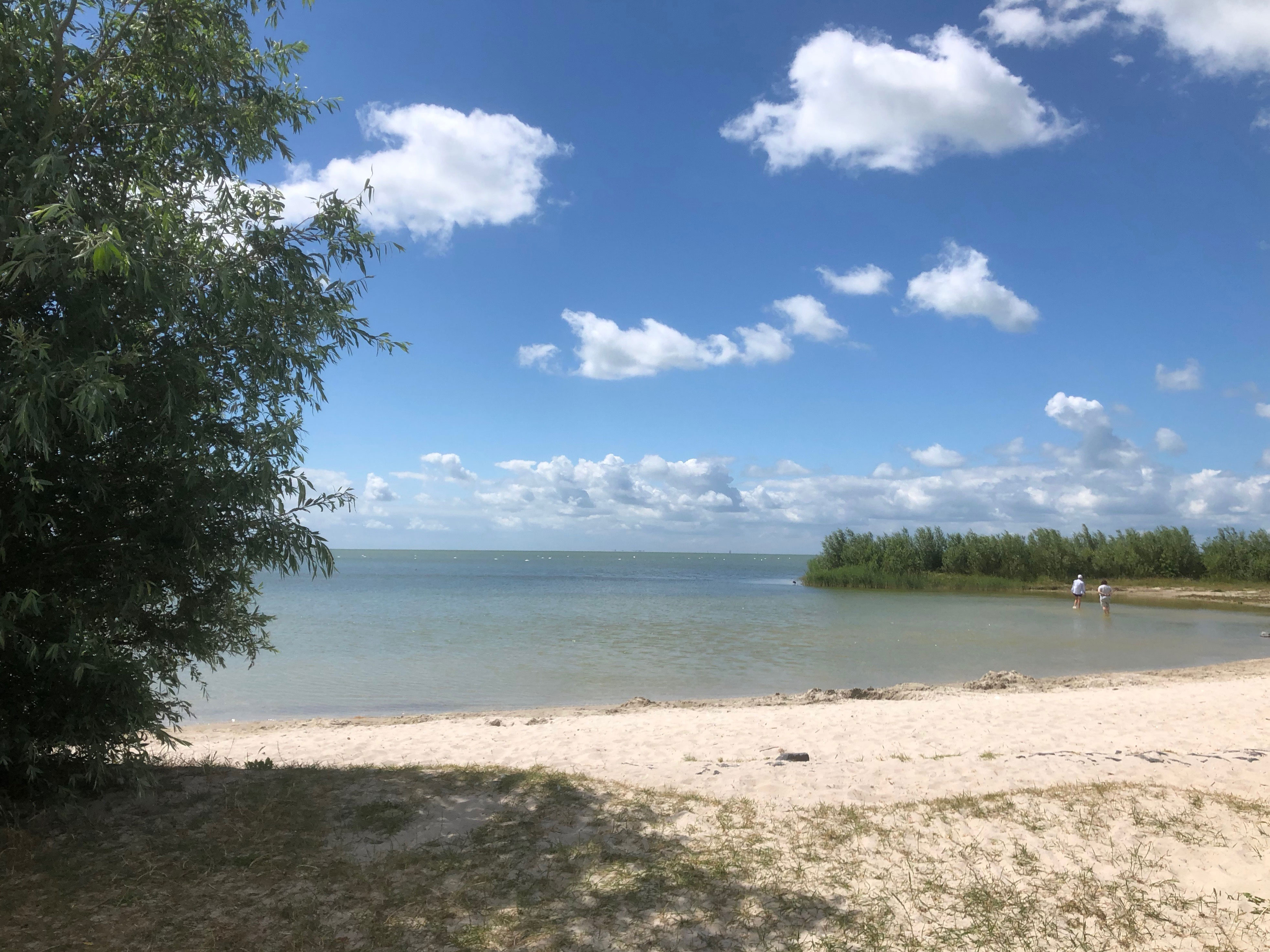
Сільський пляж
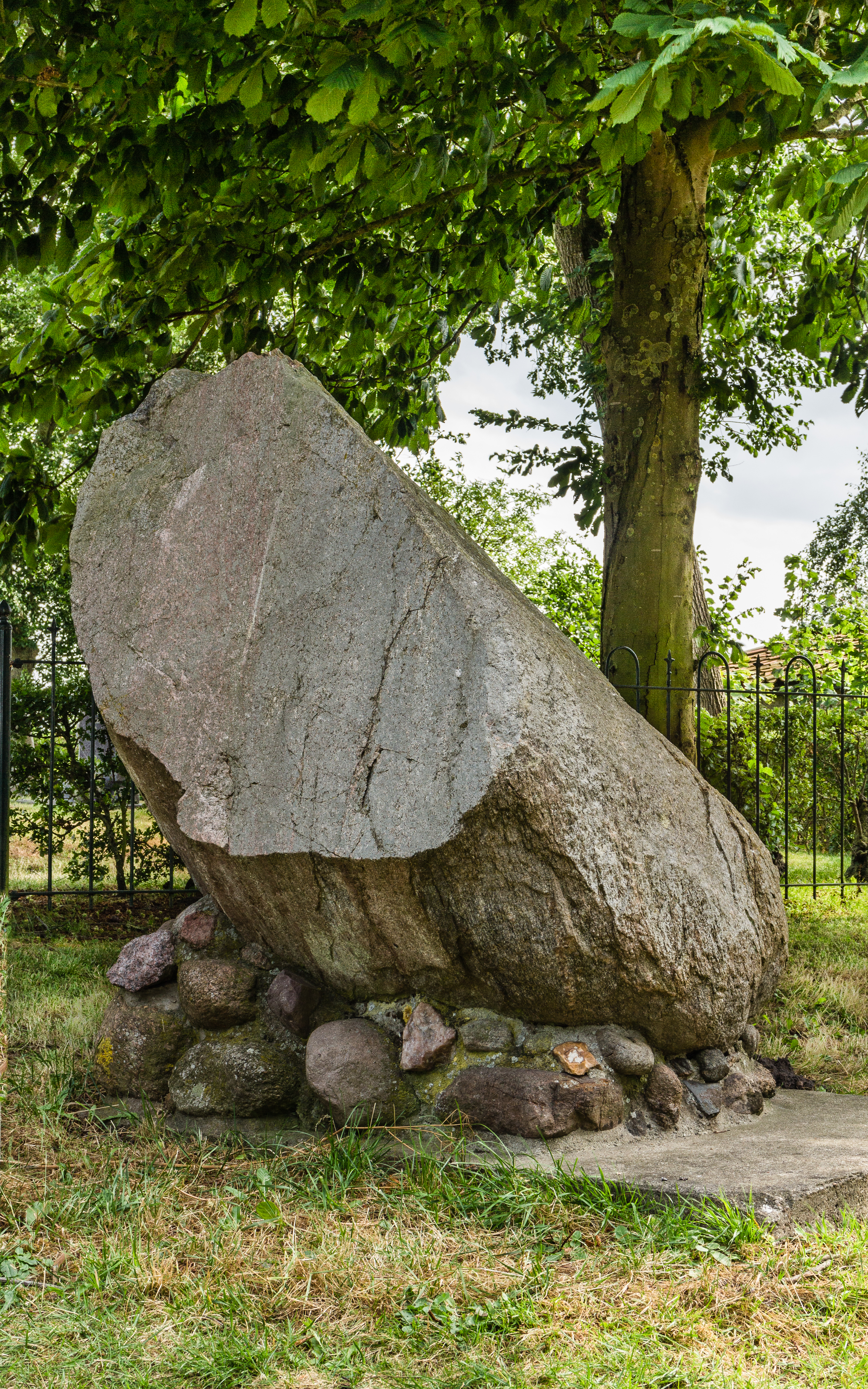
Воєнний монумент